# كبوشة
الكبوشة هي قلنسوة راهب طويلة مدببة كان يرتديها عادةً الرهبان الفرنسيسكانيون أو الكبوشيون أو الأوغسطينيون أو الكرمليون أو السسترسيون.